# 阿波観光ホテル
阿波観光ホテル（あわかんこうホテル、英語: Awa Kanko Hotel）は、徳島県徳島市一番町に位置する観光ホテル。株式会社岡田企画が運営する。

## 概要
徳島市の中心部であるJR徳島駅前に位置。1階ロビーに設置されているスキューバダイビング用のプールでは、ホテルのプールで2日、海で2日のダイビングを行うことでPADIの国際ライセンスが取得できる。

## 沿革
- 1949年（昭和24年）11月11日 - 設立。
- 1950年（昭和25年）3月26日 - 徳島市に昭和天皇が行幸（昭和天皇の戦後巡幸）があり御泊所となる[2]。
- 1970年（昭和45年）03月08日 - 改築。
- 1989年（平成元年）04月10日 - 改築を行い現在の建物となる。
- 2021年（令和03年）05月01日 - 新型コロナウイルス感染症流行の影響により、この日から同年9月30日まで休館となる。

## 施設
1階
- ロビー
- フロント
- カフェ&ラウンジ「AWAフォーラム」
- QTVR

2階
- ブライダル・スキューバダイビングプール

3階
- コンベンションホール1室
- 会議室3室

4階
- コンベンションホール1室
- エステルーム
- 会議室1室

5階
- コンベンションホール1室
- 会議室1室
- QTVR

6〜11階
- 客室

12階
- 和風レストラン&バー「やまもも」

## 交通
車
- 徳島空港より車で約20分。徳島港より車で約10分。

鉄道
- JR徳島駅より徒歩で約1分。